# استان اوترخت
استان اوترخت (به هلندی: Utrecht) یکی از ۱۲ استان هلند است.
مرکز این استان شهر اوترخت است.
این استان با مساحت ۱۳۸۵ کیلومتر مربع کوچک‌ترین استان کشور هلند است. جمعیت این استان ۱٫۲۳۴٫۷۴۱ نفر است. این استان را به خاطر مرکزیت و تراکم بالای جمعیتش عموماً جزئی از منطقه کلان‌شهری رانداستاد به‌شمار می‌آورند.
دومین شهر اصلی استان یوترکت، آمرسفورت و سومین شهر بزرگ آن فینن‌دال است.
شهر یوترکت در قدیم مرکز اسقف‌نشین یوترکت بود که حدوداً قلمروی استان کنونی را در بر می‌گفت.
از سال ۲۰۱۱ موجودیت این استان پس از ۱۲ سده به خطر افتاده و هیأت وزرای هلند بر روی طرحی در زمینه ضمیمه کردن این استان به استان‌های هلند شمالی و فلیوولاند کار می‌کند.

## نگارخانه

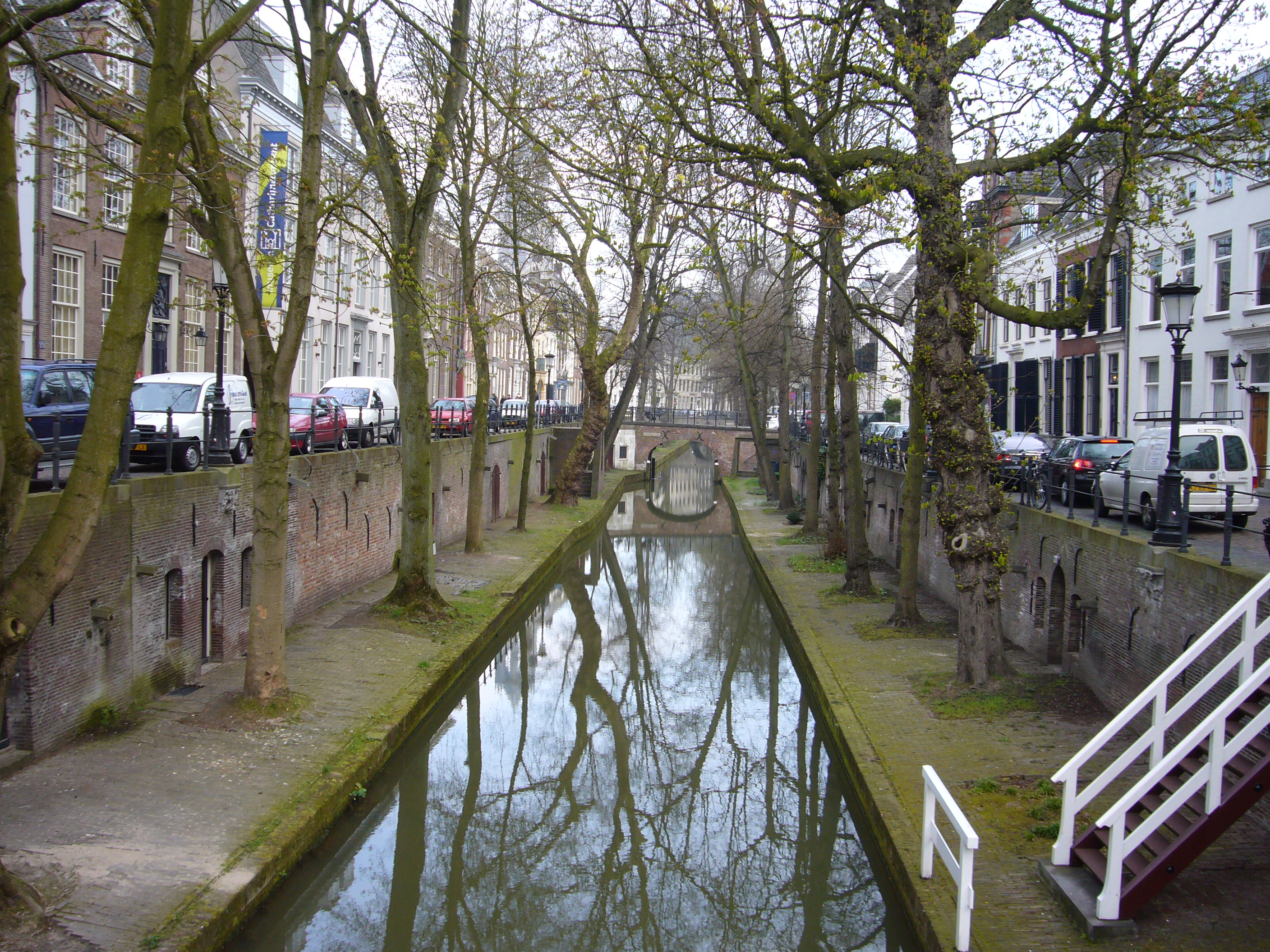
کانال آبی «نیووه‌خراخت» در مرکز شهر اوترخت
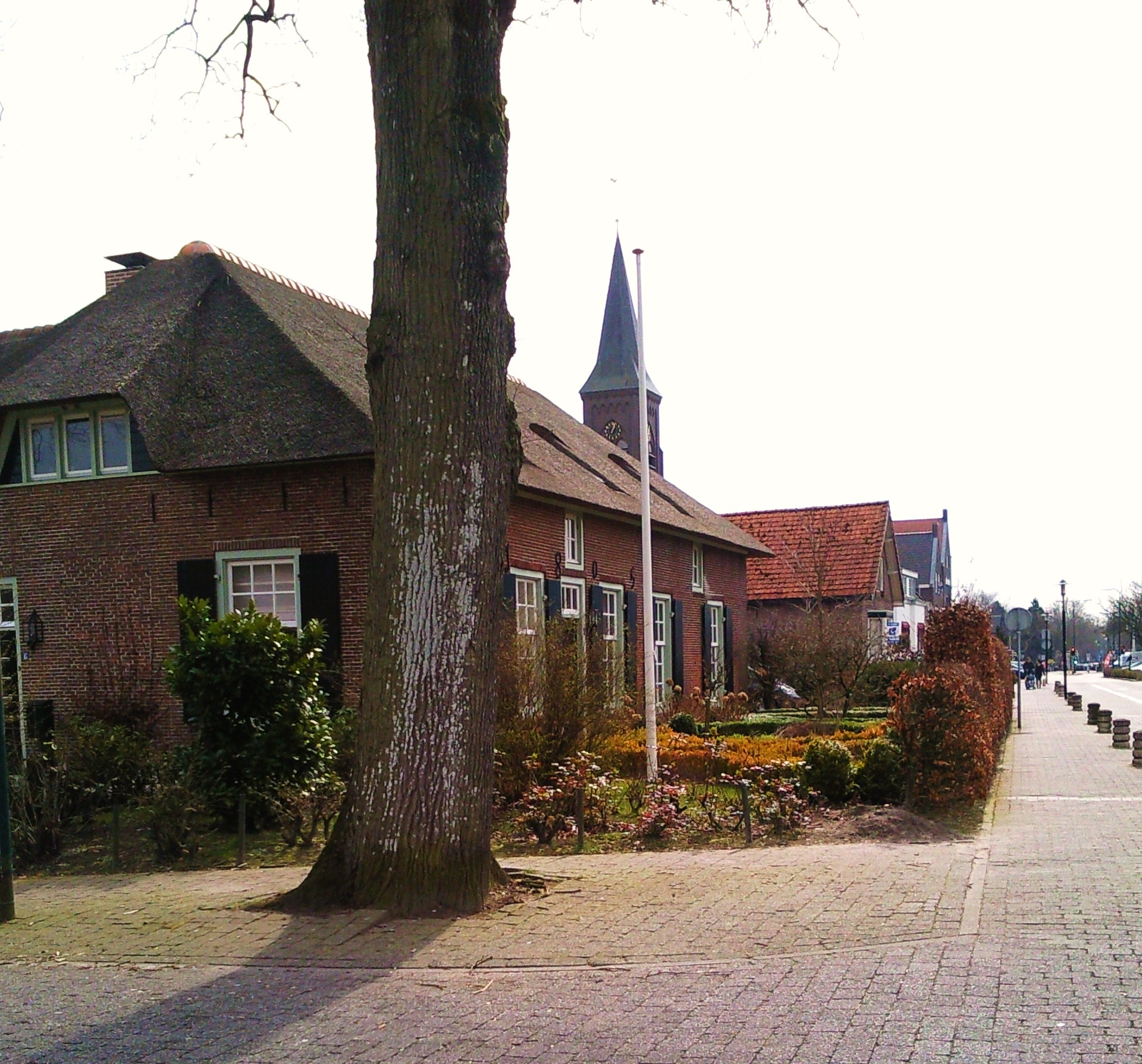
مرکز قدیمی شهر لوسدن
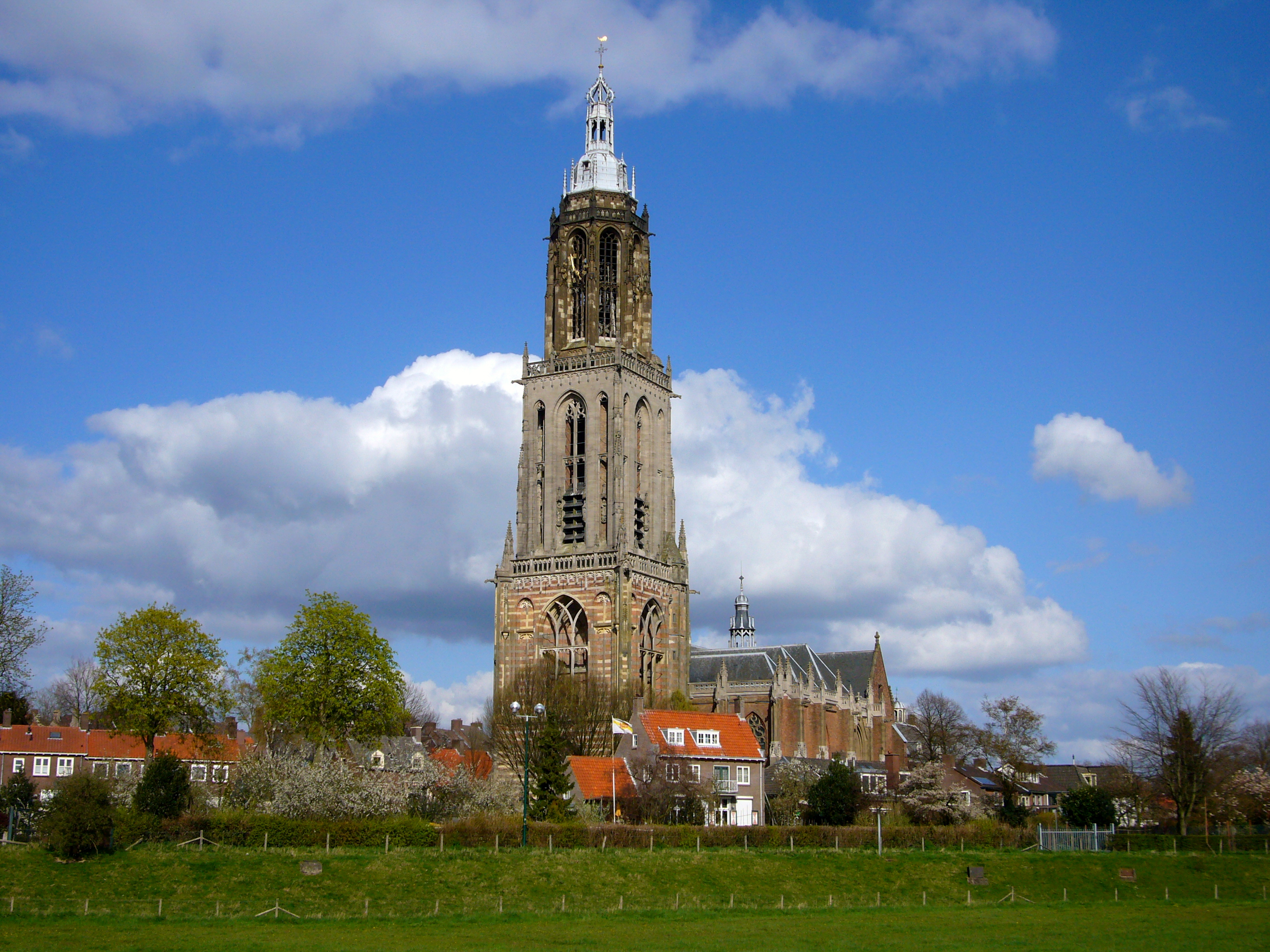
برج‌های کلیسای کونِرا در رینن
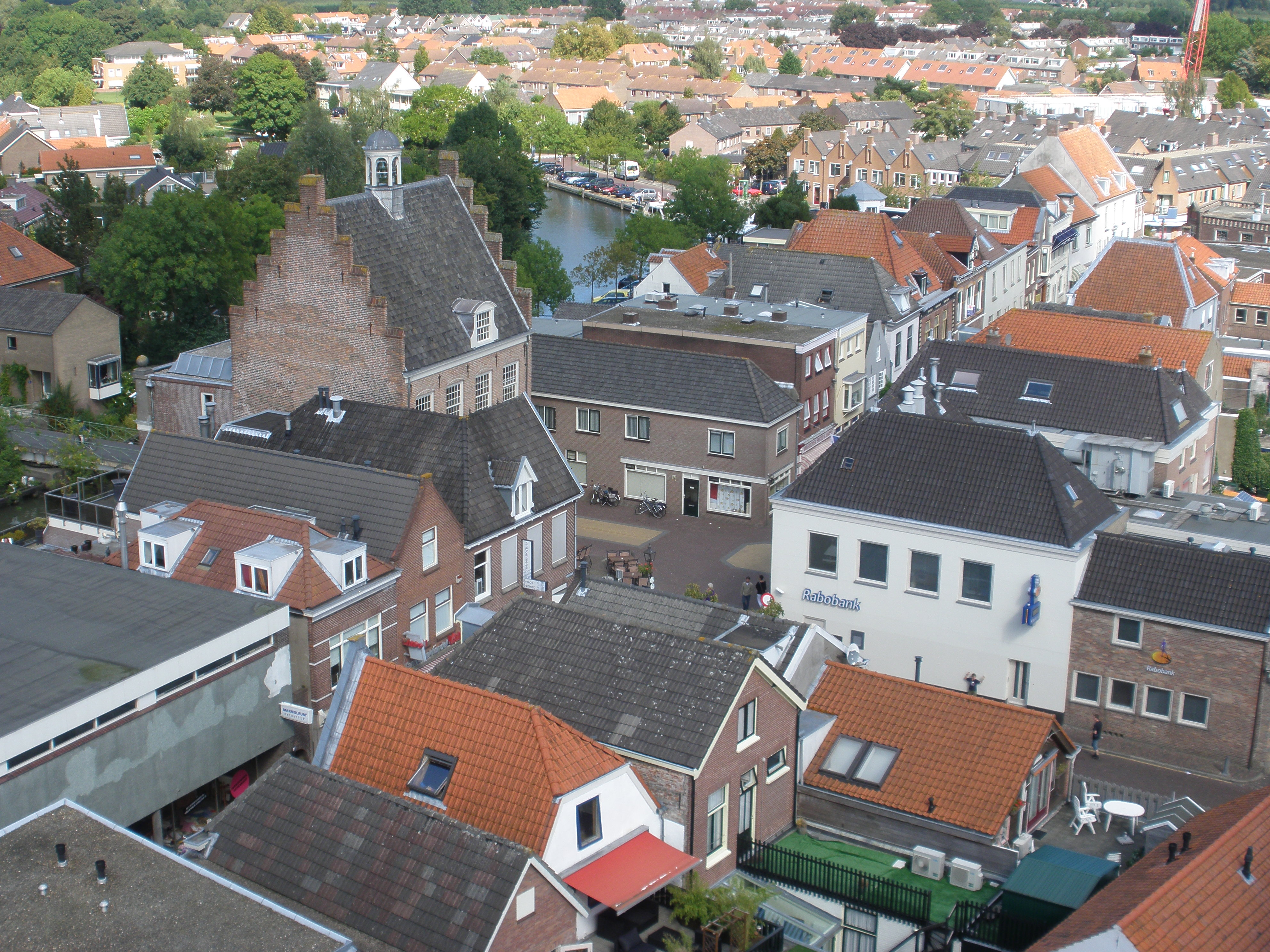
نمایی از مرکز شهر مونت‌فورت
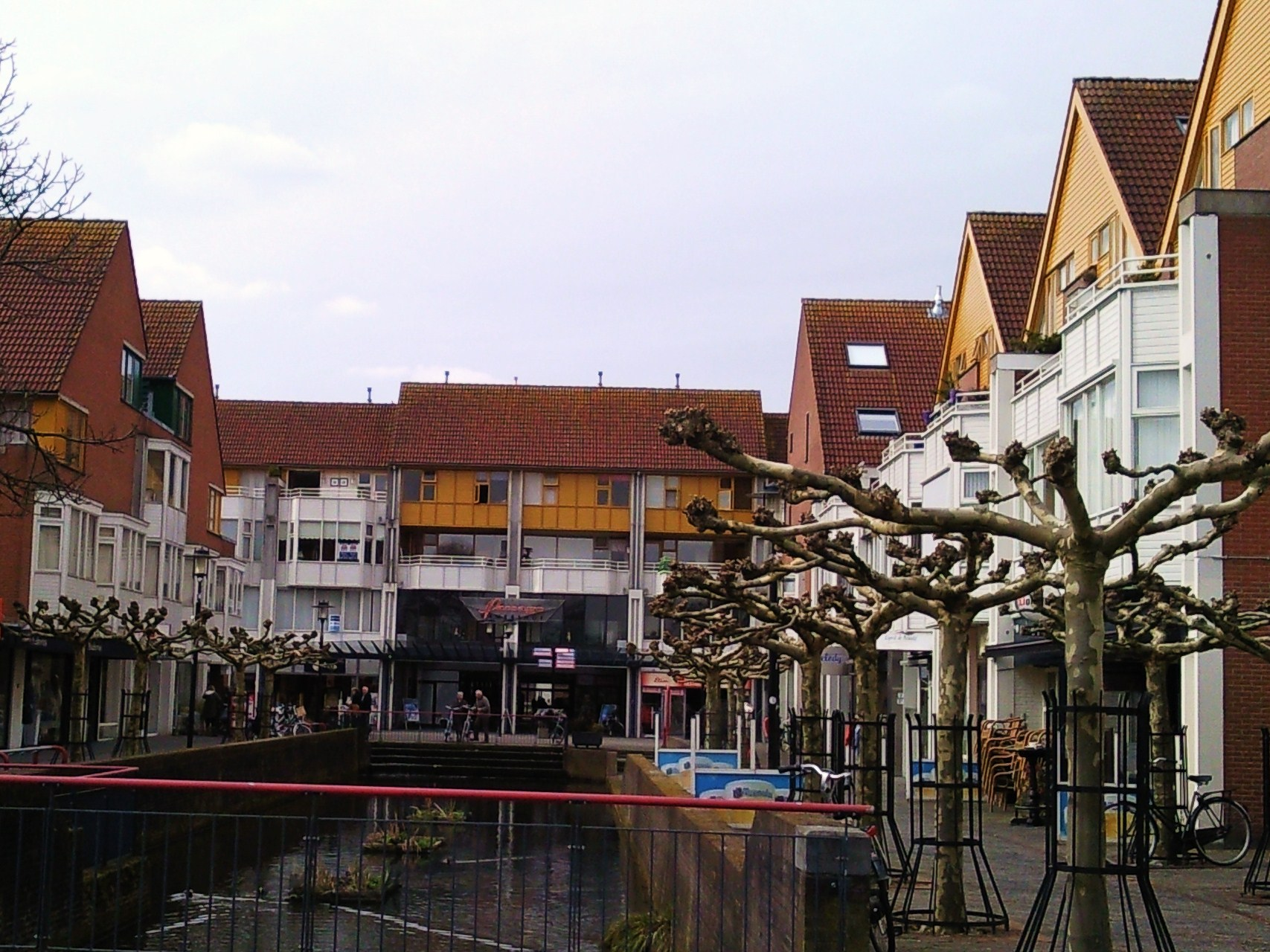
مرکز شهر لوسدن